# SpaceX Starship
SpaceX Starship este un vehicul de lansare super-greu complet reutilizabil, dezvoltat de SpaceX, un producător aerospațial american. Având o înălțime de 119 m, este cel mai înalt și mai puternic vehicul de lansare construit vreodată și primul destinat să fie complet reutilizabil.
Vehiculul de lansare Starship este alcătuit din două componente: prima treaptă denumită Super Heavy care trimite vehiculul în spațiu, și a doua treaptă denumită Starship. A doua treaptă funcționează ca o navă spațială autonomă pentru transportul echipajului sau încărcăturii. Ambele trepte ale rachetei sunt alimentate de motoare Raptor, care folosesc oxigen lichid plus metan lichid pentru propulsor într-un ciclu de combustie în etape de mare eficiență. După finalizarea zborului, ambele trepte ale rachetei vor fi recuperate, inclusiv propulsorul Super Heavy care va fi prins de brațele mecanice ale turnului de lansare.
Este planificat să aibă o capacitate de încărcătură utilă de 150 t pe orbita joasă a Pământului în configurația sa complet reutilizabilă și 250 t pe orbita joasă a Pământului dacă este consumată complet. Odată aflată pe orbită, nava spațială spațială poate fi alimentată de nave-cisternă pentru a permite tranzitul către orbite mai înalte sau alte destinații. 
Planurile de a crea un vehicul de lansare greu la SpaceX datează din 2005. Motoarele metan-oxigen (numite ulterior Raptor) au fost în dezvoltare din 2012, iar planul de construire a vehiculului de lansare a fost anunțat public pentru prima dată în 2016. Primul test de zbor orbital a avut loc la 20 aprilie 2023, însă vehiculul a fost distrus după ce a scăpat de sub control înainte de separarea treptelor. Al doilea test a avut loc la 18 noiembrie 2023, dar, deși treptele s-au separat cu succes, boosterul Super Heavy a explodat la câteva secunde după separare, în timp ce treapta superioară s-a pierdut la aproape opt minute după lansare.

## Istoric

### Context
În noiembrie 2005, înainte ca SpaceX să lanseze prima sa rachetă (Falcon 1), CEO-ul Elon Musk a făcut referire pentru prima dată la un concept de rachetă pe termen lung și de mare capacitate, numit BFR, care ar putea lansa 100 de tone spre orbita joasă a Pământului. Ar fi folosit motorul rachetă Merlin 2 cu kerosen-oxigen, care este în descendență directă cu motoarele Merlin folosite pe Falcon 9. Forța lui Merlin 2 ar fi fost comparabilă cu motoarele F-1 utilizate pe Saturn V.
În iulie 2010, SpaceX a prezentat la o conferință conceptul de remorcher spațial Marte și vehicule de lansare grele, numite Falcon X, Falcon X Heavy și Falcon XX. Cel mai mare dintre aceste vehicule de lansare este Falcon XX, cu o capacitate de 140 tone pe orbita joasă a Pământului. Pentru a furniza o astfel de încărcătură, Falcon XX ar fi fost la fel de înalt ca Saturn V și ar fi folosit șase motoare Merlin 2. În jurul anului 2012, compania a menționat pentru prima dată conceptul de rachetă Mars Colonial Transporter în public, conceput pentru colonizarea lui Marte. Racheta urma să poată transporta 100 de oameni sau 100 tone de marfă pe Marte și să fie alimentată de motoarele Raptor cu metan-oxigen aflate în curs de dezvoltare.

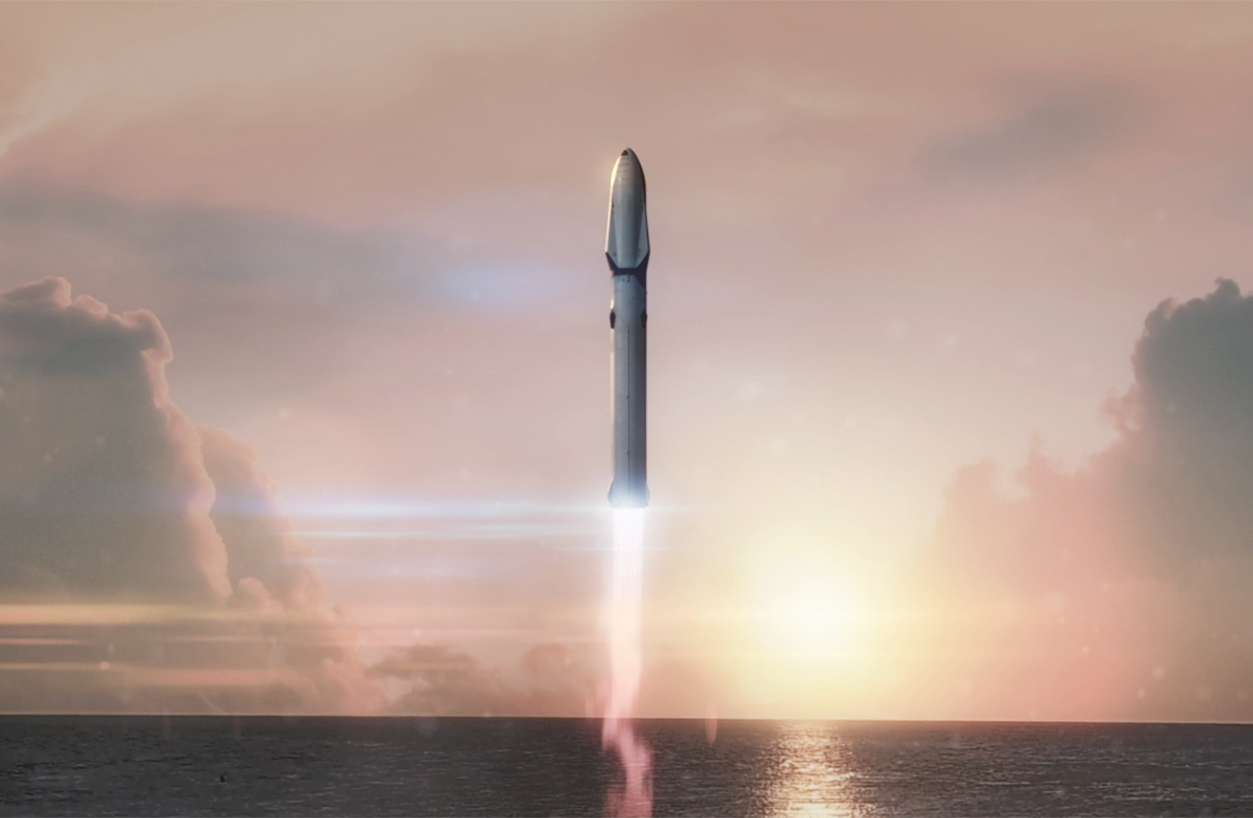
Ilustrație SpaceX a Sistemului de transport interplanetar din 2016

La 26 septembrie 2016, cu o zi înainte de cel de-al 67-lea Congres Internațional de Astronautică, motorul Raptor a pornit pentru prima dată. Acolo, Musk a anunțat vehiculul de lansare a Sistemului de transport interplanetar care folosește motoarele Raptor. Ar avea două trepte, compuse dintr-un booster și o navă spațială. Rezervoarele treptelor au fost propuse a fi realizate din compozit de carbon pentru stocarea metanului lichid și oxigenului lichid. În ciuda capacității de lansare de 300 tone a rachetei pe orbita joasă a Pământului, era de așteptat să aibă un preț de lansare scăzut datorită reutilizabilității totale. Conceptul Sistemului de Transport Interplanetar a cauzat o mare cantitate de scepticism, din cauza sumei gigantice de fonduri și de dezvoltare necesare pentru a face posibil acest lucru..
În septembrie 2017, la cel de-al 68-lea Congres Internațional Anual de Astronautică, Musk a detaliat despre vehiculul de lansare BFR (Big Falcon Rocket), o revizuire a designului Sistemului de transport interplanetar. Racheta avea să fie încă complet reutilizabilă, dar a fost micșorată iar capacitatea pe orbita joasă a Pământului a fost redusă la 150 tone. Spre deosebire de predecesorul său conceptual, potențialele aplicații pentru BFR au fost mai variate. Variante ale BFR ar fi capabile să trimită sateliți pe orbită, să realimenteze Stația Spațială Internațională, să aterizeze pe Lună, să călătorească între porturile spațiale ale Pământului și să fie feribot cu echipaj către Marte. În aprilie 2018, primarul din Los Angeles a confirmat planurile pentru o instalație de producție de rachete BFR în portul Los Angeles, dar planul a fost abandonat în jurul lunii mai 2020.

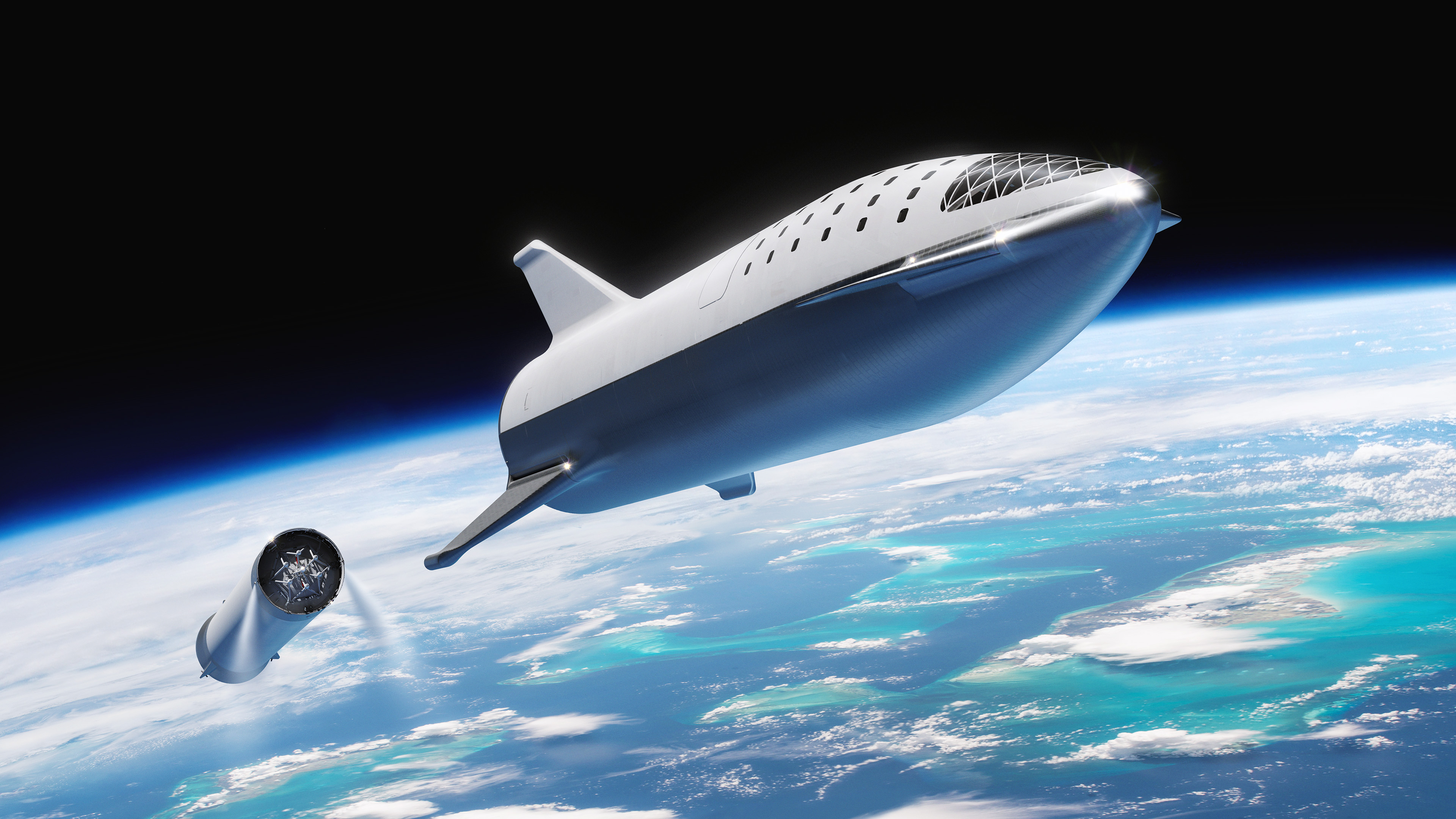
Ilustrație SpaceX a rachetei Big Falcon 2018 la separarea treptelor

Un an mai târziu, în septembrie 2018, nava spațială BFR a primit două clapete noi în partea de sus și trei clapete mai mari la în partea de jos. Ambele seturi de clapete ajută la controlul coborârii navei spațiale, iar clapetele din partea de jos vor fi folosite ca picioare de aterizare pentru atingerea finală. În cadrul evenimentului a fost dezvăluit și primul contract pentru sonda spațială BFR, care este proiectul dearMoon condus de miliardarul japonez Yusaku Maezawa. Misiunea, anunțată ca funcțională pentru 2023, ar fi ca Maezawa împreună cu șase până la opt artiști să producă opere de artă la bordul unei nave spațiale, în timp ce zboară o traiectorie cu întoarcere liberă în jurul Lunii. Acest contract a asigurat o finanțare crucială pentru dezvoltarea rachetei. Două luni mai târziu, în noiembrie 2018, racheta de amplificare a fost mai întâi numită Super Heavy, iar nava spațială a fost numită Starship.